# Schloss Fröhstockheim

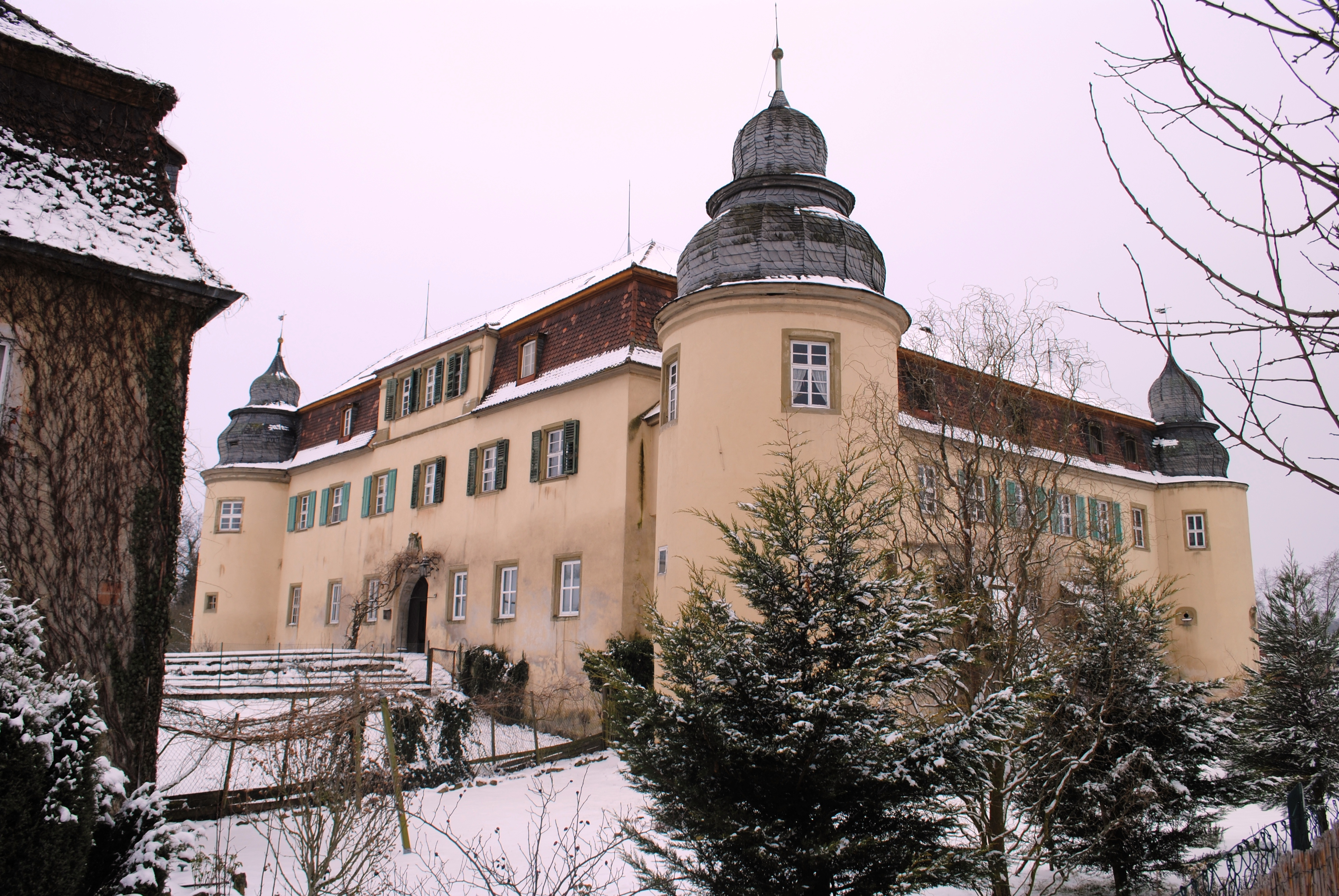
Das Schloss in Fröhstockheim

Das Schloss Fröhstockheim ist ein ehemaliger Adelssitz im Rödelseer Ortsteil Fröhstockheim im Landkreis Kitzingen in Unterfranken. Es liegt im Süden des Dorfes in der Kirchgasse.

## Geschichte
Die Geschichte des Schlosses ist eng mit der des Ortes Fröhstockheim verbunden. Ein Adelssitz im Ort wurde erstmals im 13. Jahrhundert erwähnt. Ministeriale der Grafen von Hohenlohe saßen im Dorf, namentlich wurde Albrecht Fuchs von Stockheim im Jahr 1220 genannt. Im Jahr 1455 erwarb Karl von Heßberg das Lehen derer von Hohenlohe. Im Jahr 1525 brannten Aufständische im Deutschen Bauernkrieg den Adelssitz nieder.
Der Sohn Karls von Heßberg verkaufte die Ruine und das Lehen an die Familie von Crailsheim. Erster Besitzer war ab 1543 Wolf von Crailsheim, der das Schloss wieder zu errichten begann. Während der Arbeiten saß der Crailsheimer allerdings in Mainsondheim in einem anderen Schloss. Unter seinem Sohn Ernst wurde das neue Schloss fertiggestellt und die Familie konnte einziehen. Als neuer Lehensträger hatten sich inzwischen die Grafen von Henneberg etabliert; sie vergaben Fröhstockheim fortan nur noch an die von Crailsheim.
Im 18. Jahrhundert wurden die Dächer des Schlosses im Stile des Barock erneuert. Erst zu Beginn des 19. Jahrhunderts verloren die Mitglieder der Familie Crailsheim die weltliche Macht über Fröhstockheim. Das Schloss blieb allerdings weiterhin in ihrem Besitz. Nach dem Zweiten Weltkrieg zog eine amerikanische Kompanie ins Schloss ein, die Familie Crailsheim wurde in den Wirtschaftsgebäuden untergebracht.
Nach dem Krieg verkauften die Crailsheimer ihr Schloss Rödelsee und erneuerten mit dem Erlös die Gebäude in Fröhstockheim. Die Wirtschaftsgebäude wurden in ein Hofgut umgewandelt. Erneut renoviert wurde das Schloss im Jahr 1976. Das Bayerische Landesamt für Denkmalpflege ordnet das Schloss als Baudenkmal unter der Nummer D-6-75-161-20 ein. Die untertägigen Reste der Vorgängerbebauung werden als Bodendenkmal geführt.

## Beschreibung

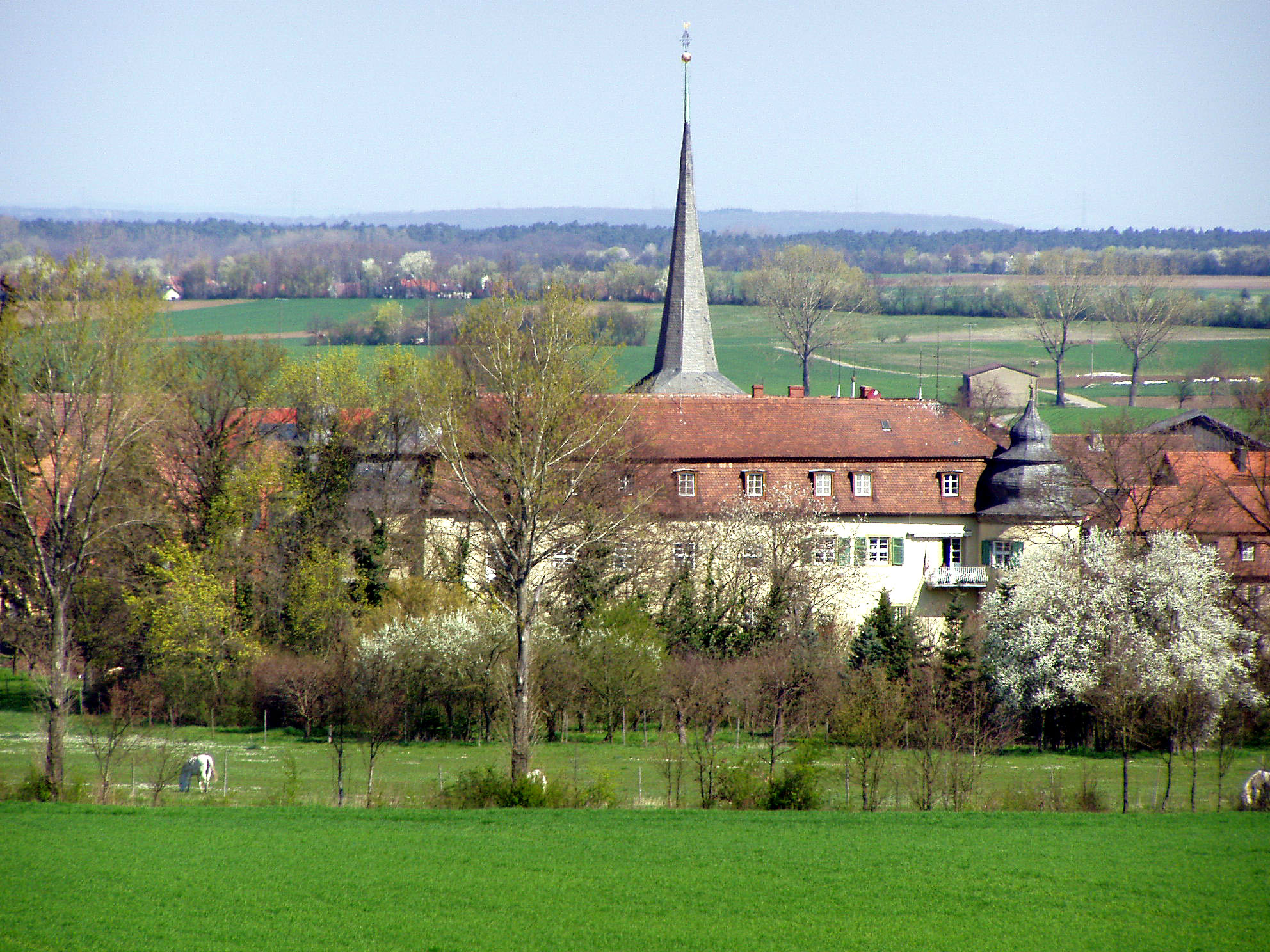
Schloss Fröhstockheim

Von der früheren Wasserschlossanlage hat sich nur der Graben erhalten. Das Schloss selbst ist eine zweigeschossige Vierflügelanlage mit Innenhof. An drei Ecken wurden Rundtürme angebaut. Sie schließen mit doppelt eingezogenen Hauben und zwei übereinanderliegenden Gesimsen ab. Der vierte Turm, polygonal errichtet, steht frei und ist lediglich durch einen gedeckten Gang mit dem Hauptbau verbunden.
Einfache, profilierte Gewände begrenzen die rechteckigen Fenster des Schlosses. Ein Mansarddach schließt die Gebäudeteile nach oben ab; es wurde mit Gauben durchlichtet. Das Portal wurde rundbogig ausgeführt, ein Relief mit dem Allianzwappen der Familien Crailsheim und Zobel ist oberhalb des Portals angebracht. Die Südostecke des Innenhofs weist einen polygonalen Treppenturm auf. In seinem Inneren wurde eine Wendeltreppe angebracht.